# André Léger
André Léger (Viry-Noureuil, 5 de maio de 1896 — Laon, 9 de março de 1963) foi um ciclista francês. Ele terminou em último lugar no Tour de France 1929.